# Република Македония на зимните олимпийски игри 2018
Република Македония взима участие в зимните олимпийски игри в Пьонгчанг през 2018 година.

## Класирани спортисти
| Спорт                   | Мъже | Жени | Общо |
| ----------------------- | ---- | ---- | ---- |
| Ски алпийски дисциплини | 1    | 0    | 1    |
| Ски бягане              | 1    | 1    | 2    |
| Total                   | 2    | 1    | 3    |

## Ски алпийски дисциплини
Страната класира един участник в мъжкото състезание.
| Състезател        | Събитие               | Спускане 1  | Спускане 1  | Спускане 2  | Спускане 2  | Общо        | Общо        |
| Състезател        | Събитие               | Време       | Място       | Време       | Място       | Време       | Място       |
| ----------------- | --------------------- | ----------- | ----------- | ----------- | ----------- | ----------- | ----------- |
| Антонио Ристевски | Мъже гигантски слалом | не финишира | не финишира | не финишира | не финишира | не финишира | не финишира |
| Антонио Ристевски | Мъже слалом           | не финишира | не финишира | не финишира | не финишира | не финишира | не финишира |

## Ски бягане
Република Македония класира двама състезатели – мъж и жена.
Дистанция
| Състезател          | Събитие                  | Финал   | Финал      | Финал |
| Състезател          | Събитие                  | Време   | Изоставане | Място |
| ------------------- | ------------------------ | ------- | ---------- | ----- |
| Ставре Яда          | Мъже 15 км свободен стил | 42:14.2 | +8:30.3    | 99    |
| Виктория Тодоровска | Жени 10 км свободен стил | 32:57.6 | +7:57.1    | 85    |

Спринт
| Ставре Яда | Мъже спринт | 4:23.85 | 80 | Не продължава | Не продължава | Не продължава | Не продължава | Не продължава | Не продължава | Не продължава | Не продължава | Не продължава |